# Parkrun

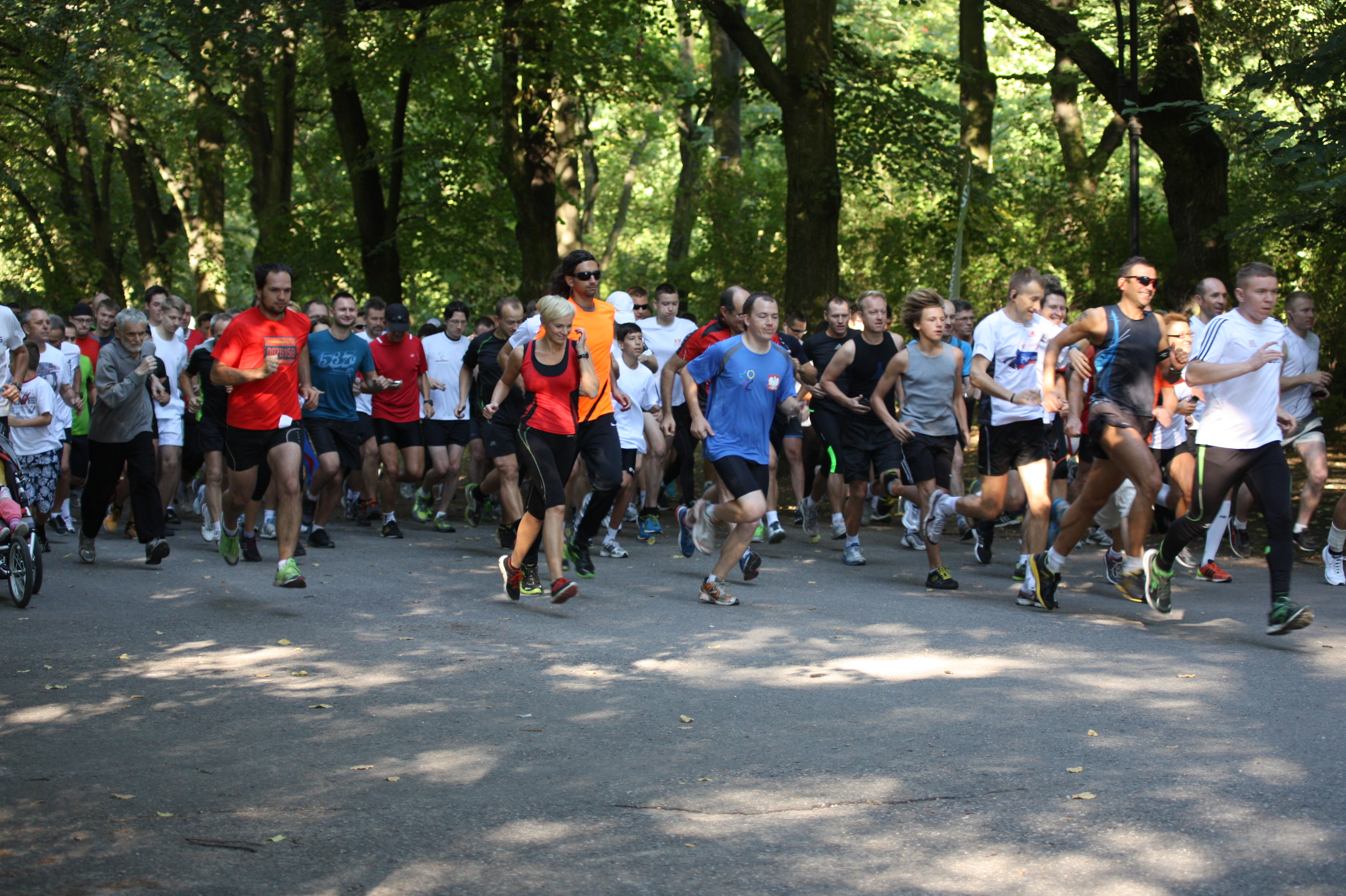
Parkrun Łódź

Parkrun (zapis stylizowany: parkrun) – cotygodniowe bezpłatne biegi z pomiarem czasu na dystansie 5 km, organizowane regularnie w ponad 1900 miejscach w 21 państwach.

## Zasady biegu
Biegi przeznaczone są dla każdego bez względu na doświadczenie biegowe. Udział w nim jest bezpłatny. Po jednorazowej rejestracji uczestnik otrzymuje kod, który pozwala na udział w nieograniczonej liczbie biegów, w każdym biegu organizowanym w ramach tego systemu. Uczestnicy są klasyfikowani. Po ukończeniu określonej liczby biegów uzyskują prawo do koszulki z napisem informującym o liczbie ukończonych startów. Od 2017 roku użytkownicy mają możliwość otrzymania koszulki za pomoc przy organizacji przynajmniej 25 biegów.

## Historia biegu
Pierwszy bieg odbył się 2 października 2004 w Bushy park w Teddington. Wzięło w nim udział 13 osób. Parkruny organizowano także w więzieniach: HMP Haverigg w Anglii i Mountjoy w Dublinie.

## Parkrun w Polsce
Pierwszy parkrun w Polsce został zorganizowany 15 października 2011 w Gdyni; wzięło w nim udział zaledwie 5 biegaczy. Rekordowy pod względem frekwencji bieg odbył się w Tczewie z okazji 300 biegu w tej lokalizacji, wzięło w nim udział 1774 osoby.
12 stycznia 2019 roku wszystkie lokalizacje parkrun Polska przystąpiły do biegu Policz się z cukrzycą organizowanego przez Wielką Orkiestrę Świątecznej Pomocy.
Wg stanu na koniec lutego 2024 roku spotkania w Polsce organizowane są w 94 lokalizacjach. W Polsce są prowadzone przez fundację parkrun Polska.
W Polsce starty odbywają się w każdą sobotę o stałej porze – o godz. 9.00.